# Natalja Alexandrowna Repnina

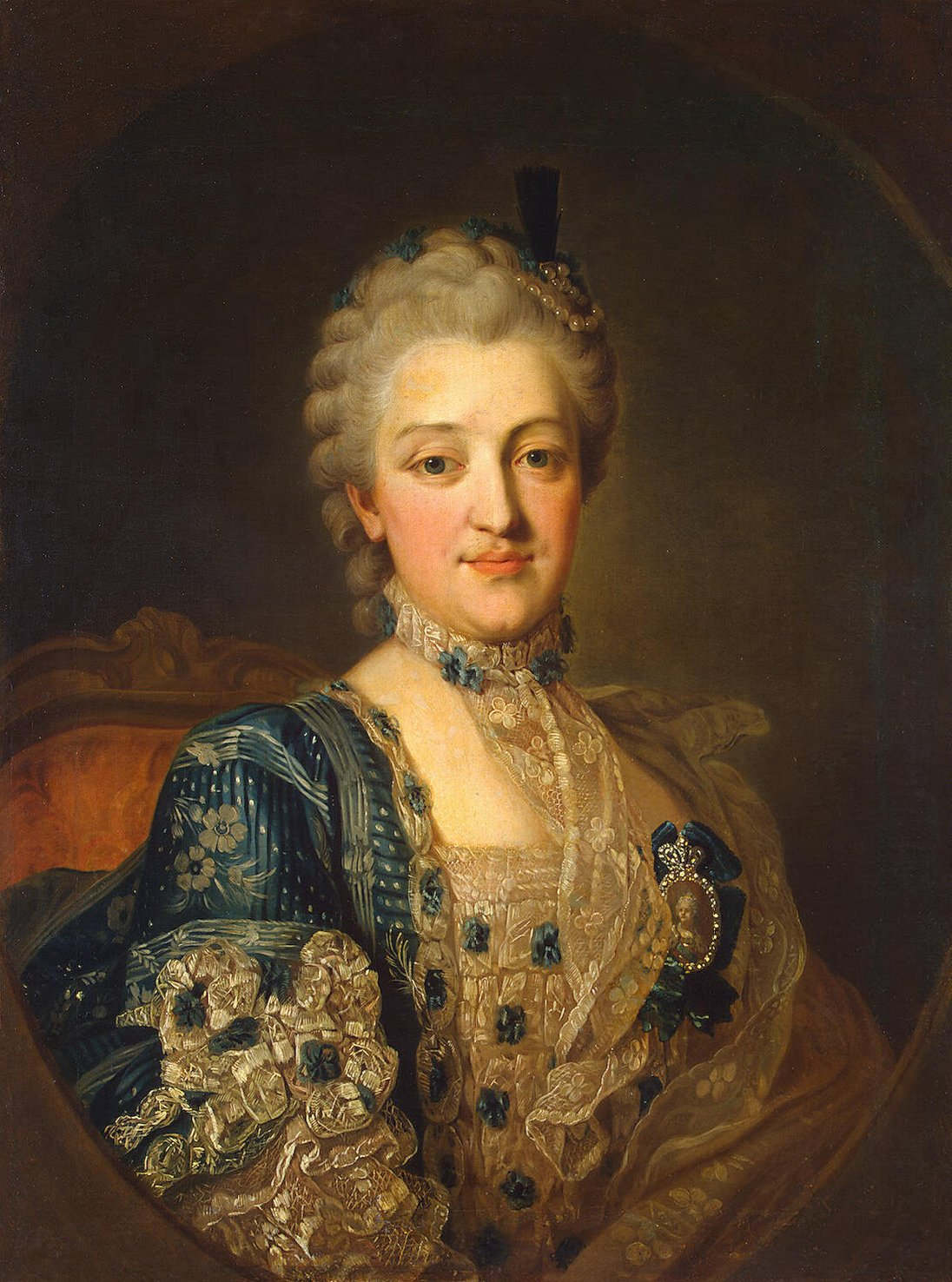
Natalja Alexandrowna Repnina

Fürstin Natalja Alexandrowna Repnina, geborene Kurakina (russisch Наталья Александровна Репнина; * 7. April 1737; † 22. November 1798 bei Vilnius) war eine russische Adlige und Hofdame.

## Leben
Sie stammte aus der russischen Hocharistokratie und war die Tochter des russischen Botschafters, Vizekanzlers und Oberstallmeisters Fürst Alexander Borissowitsch Kurakin (1697–1749) und der Fürstin Natalie Alexandrowna Panina (1711–1786). Die Mutter ihres Vaters Fürstin Xenia Fjodorowna Kurakina geb. Lopuchina (1677–1698) war die Schwester der russischen Zarin Jewdokija Fjodorowna Lopuchina (1669–1731). Ihr Bruder war der russische Finanzminister Boris Alexandrowitsch Kurakin (1732–1764) und ihr Schwager der russische Leutnant Fürst Iwan Iwanowitsch Lobanow-Rostowski (1731–1791).
Natalja Alexandrowna heiratete 1754 den Generalfeldmarschall Fürst Nikolai Wassiljewitsch Repnin (1734 1801), der eine Schlüsselrolle beim Untergang der Staatlichkeit von Polen-Litauen im 18. Jahrhundert spielte. Ihr zwischen 1767 und 1768 entstandenes Porträt schuf der schwedische Maler Per Krafft der Ältere (1724–1793). Nach der Berufung Repnins zum Generalgouverneur der litauischen Provinzen, zog die Familie 1792 nach Hrodna. Am 31. Dezember 1794 erhielt Natalja Alexandrowna den Titel einer Staatsdame und am 5. April 1797 den Russischen Orden der Heiligen Katharina. Sie starb am 22. November 1798 in der Menagerie bei Vilnius.

## Familie
Ihrer Ehe mit Fürst Nikolai Wassiljewitsch Repnin entsprangen vier Kinder. Ihre Tochter Fürstin Alexandra Nikolajewna Wolkonska, geb. Repnina (1757–1834) war mit dem russischen General und Militärgouverneur von Orenburg Fürst Grigori Semjonowitsch Wolkonski (1742–1824) verheiratet. 

## Auszeichnungen
- 1797 Russischer Orden der Heiligen Katharina